# Račice-Pístovice
Račice-Pístovice là một làng thuộc huyện Vyškov, vùng Jihomoravský, Cộng hòa Séc.